# 장쉬
장쉬(張栩, 1980년 1월 20일 ~ )는 대만 출신의 바둑 기사이다. 일본기원 도쿄 본원 소속이며 9단이다. 아내도 같은 바둑 기사인 고바야시 이즈미(小林泉美) 6단이며 장인은 고바야시 고이치(小林光一)9단이다. 딸은 일본기원 소속의 장신청 초단이다.

## 약력
- 1994년: 입단.
- 2002년: 제27기 신인왕전 우승, 제49기 NHK배 우승
- 2003년: 제58기 혼인보전 우승, 2연패(2003~2004), 제51기 왕좌전 우승, 3연패(2003~2005)
- 2004년: 제29기 명인전 우승, 2연패(2004~2005), 제4회 농심배 일본대표로 출전
- 2005년: 제9회 LG배 세계기왕전 우승, 제17회 TV 바둑 아시아 선수권대회 우승, 제52기 NHK배 우승, 제5회 농심배 일본대표로 출전
- 2006년: 제31기 작은기성전 우승, 4연패(2006~2009), 제15기 용성전 우승, 제13기 아함동산배 우승, 제6회 농심배 일본대표로 출전
- 2007년: 제3회 도요타덴소배 준우승, 제32기 명인전 우승, 2연패(2007~2008), 제16기 용성전 우승, 제14기 아함동산배 우승
- 2008년: 제56기 왕좌전 우승, 4연패(2008~2011), 제34기 천원전 우승, 제15기 아함동산배 우승, 제55기 NHK배 우승
- 2009년: 제47기 십단전 우승, 2연패(2009~2010)
- 2010년: 제34기 기성전 우승, 3연패(2010~2012), 조치훈에 이어 사상 사상 2번째로 그랜드 슬램(7대 타이틀을 모두 경험)을 달성.
- 2011년: 제30기 NEC배 우승
- 2012년: 제19기 아함동산배 우승
- 2013년: 제15회 농심배 일본대표로 출전
- 2016년: 제63기 NHK배 우승, 제18회 농심배 일본대표로 출전
- 2018년: 제43기 명인전 우승
- 2019년: 제26기 아함동산배 우승, 제44기 명인전 준우승

## 국제기전 성적
| 대회       | 2000 | 2001 | 2002 | 2003 | 2004 | 2005 | 2006   | 2007 | 2008  | 2009 | 2010 | 2011 | 2012 | 2013 | 2014 | 2015 | 2016  | 2017 | 2018 | 2019 |
| ---------- | ---- | ---- | ---- | ---- | ---- | ---- | ------ | ---- | ----- | ---- | ---- | ---- | ---- | ---- | ---- | ---- | ----- | ---- | ---- | ---- |
| 잉창치배   | 24강 | -    | -    | -    | 24강 | -    | -      | -    | 8강   | -    | -    | -    | 28강 | -    | -    | -    | ×     | -    | -    | -    |
| 후지쯔배   | 8강  | ×    | ×    | ×    | 8강  | 16강 | 16강   | 4강  | ×     | 16강 | 16강 | 32강 | 중지 | -    | -    | -    | -     | -    | -    | -    |
| 삼성화재배 | ×    | ×    | ×    | ×    | ×    | ×    | ×      | ×    | ×     | ×    | ×    | ×    | 32강 | ×    | ×    | ×    | ×     | ×    | ×    | ×    |
| LG배       | ×    | ×    | ×    | ×    | 우승 | 16강 | ×      | 8강  | 32강  | ×    | ×    | 32강 | 32강 | ×    | 32강 | ×    | ×     | ×    | ×    | 32강 |
| 춘란배     | ×    | -    | 8강  | -    | 8강  | -    | ×      | -    | ×     | -    | 8강  | -    | ×    | -    | ×    | -    | ×     | -    | ×    | -    |
| 도요타배   | -    | -    | 32강 | -    | 16강 | -    | 준우승 | -    | 4강   | 중지 | -    | -    | -    | -    | -    | -    | -     | -    | -    | -    |
| BC카드배   | -    | -    | -    | -    | -    | -    | -      | -    | -     | ×    | ×    | ×    | ×    | 중지 | -    | -    | -     | -    | -    | -    |
| 중환배     | -    | -    | -    | -    | 8강  | 16강 | -      | 16강 | 중지  | -    | -    | -    | -    | -    | -    | -    | -     | -    | -    | -    |
| TV아시아   | ×    | ×    | 4강  | ×    | ×    | 우승 | 4강    | ×    | 1회전 | ×    | ×    | ×    | ×    | ×    | ×    | ×    | 1회전 | ×    | ×    | ×    |
| 농심배     | ×    | ×    | 0:1  | 2:1  | 0:1  | ×    | ×      | ×    | ×     | ×    | ×    | ×    | ×    | 1:1  | ×    | ×    | 0:1   | ×    | ×    | ×    |